# Mecidiye, Kazımkarabekir
Mecidiye là một xã thuộc huyện Kazımkarabekir, tỉnh Karaman, Thổ Nhĩ Kỳ. Dân số thời điểm năm 2011 là 80 người.